# Nazionale femminile di roller derby della Norvegia
La nazionale di roller derby della Norvegia è la selezione maggiore femminile di roller derby, il cui nickname è Team Norway, che rappresenta la Norvegia nelle varie competizioni ufficiali o amichevoli riservate a squadre nazionali. Nel campionato mondiale di roller derby 2014 tenutosi a Dallas dal 4 al 7 dicembre 2014 si è classificata sedicesima.

## Risultati
Legenda: Grassetto: Risultato migliore, Corsivo: Mancate partecipazioni

## Dettaglio stagioni

### Amichevoli
| Stagione | Vin | Par | Per | Tot | PF  | PS  | avversaria         |
| -------- | --- | --- | --- | --- | --- | --- | ------------------ |
| 2014     | 1   | 0   | 1   | 2   | 320 | 395 | Francia, Danimarca |
|          |     |     |     |     |     |     |                    |
| Totale   | 1   | 0   | 1   | 2   | 320 | 395 |                    |

### Tornei

#### Mondiali
| Stagione | regular season | regular season | regular season | regular season | regular season | regular season | playoff | playoff | playoff | playoff | playoff | playoff    | playoff     |
|          | Vin            | Par            | Per            | Tot            | PF             | PS             | Vin     | Per     | Tot     | PF      | PS      | risultato  | avversaria  |
| -------- | -------------- | -------------- | -------------- | -------------- | -------------- | -------------- | ------- | ------- | ------- | ------- | ------- | ---------- | ----------- |
| 2014     | 2              | 0              | 1              | 3              | 428            | 403            | 0       | 1       | 1       | 6       | 854     | Sedicesima | Stati Uniti |
|          |                |                |                |                |                |                |         |         |         |         |         |            |             |
| Totale   | 2              | 0              | 1              | 3              | 428            | 403            | 0       | 1       | 1       | 6       | 854     |            |             |

### Riepilogo bout disputati
| Anno | Luogo  | Evento        | Fase del torneo  | Incontro                 | Risultato |
| 2014 | Oslo   | Triple Header |                  | Norvegia - Francia       | 94 - 307  |
| 2014 | Oslo   | Triple Header |                  | Norvegia - Danimarca     | 226 - 88  |
| 2014 | Dallas | Mondiale      | Fase a gironi    | Nuova Zelanda - Norvegia | 218 - 59  |
| 2014 | Dallas | Mondiale      | Fase a gironi    | Norvegia - Galles        | 150 - 105 |
| 2014 | Dallas | Mondiale      | Fase a gironi    | Norvegia - Sudafrica     | 219 - 80  |
| 2014 | Dallas | Mondiale      | Ottavi di finale | Stati Uniti - Norvegia   | 854 - 6   |

## Confronti con le altre Nazionali
Questi sono i saldi della Norvegia nei confronti delle Nazionali incontrate.

### Saldo positivo
| Nazionale | Giocate | Vinte | Pareggiate | Perse | PF  | PS  | Ultima vittoria | Ultimo pari | Ultima sconfitta |
| --------- | ------- | ----- | ---------- | ----- | --- | --- | --------------- | ----------- | ---------------- |
| Sudafrica | 1       | 1     | 0          | 0     | 219 | 80  | 2014            | -           | -                |
| Danimarca | 1       | 1     | 0          | 0     | 226 | 88  | 2014            | -           | -                |
| Galles    | 1       | 1     | 0          | 0     | 150 | 105 | 2014            | -           | -                |

### Saldo negativo
| Nazionale     | Giocate | Vinte | Pareggiate | Perse | PF | PS  | Ultima vittoria | Ultimo pari | Ultima sconfitta |
| ------------- | ------- | ----- | ---------- | ----- | -- | --- | --------------- | ----------- | ---------------- |
| Stati Uniti   | 1       | 0     | 0          | 1     | 6  | 854 | -               | -           | 2014             |
| Francia       | 1       | 0     | 0          | 1     | 94 | 307 | -               | -           | 2014             |
| Nuova Zelanda | 1       | 0     | 0          | 1     | 59 | 218 | -               | -           | 2014             |